# Samisoni Fisilau
Pas d'image ? Cliquez ici

a Compétitions nationales et continentales officielles uniquement.

b Matchs officiels uniquement.
Dernière mise à jour le 1 août 2022.
Samisoni Fisilau, né le 29 novembre 1987 à Tofoa (Tonga), est un joueur de rugby à XV international tongien évoluant principalement au poste de demi de mêlée. Il mesure 1,83 m pour 106 kg.

## Carrière

### En club
Samisoni Fisilau a fait ses débuts professionnels en 2008 avec la province des Counties Manukau en National Provincial Championship (NPC). Il y évolue pendant quatre saisons (2008-2011) et dispute une trentaine de matchs.
En 2012, il rejoint la province de Northland pour une saison. Il y dispute une huit matchs et inscrit un essai. 
À la suite de cette bonne saison, il est sélectionné pour rejoindre la franchise des Hurricanes en Super Rugby pour la saison 2013,. Cependant, il ne dispute pas le moindre match, étant barré par le futur All Black TJ Perenara et l'expérimenté Chris Smylie (en),.
Il change de nouveau de province en 2013 en rejoignant Bay of Plenty avec qui il disputera onze matchs de NPC entre 2013 et 2015,.
En janvier 2015, il rejoint le club de Jersey Reds en RFU Championship (2e division anglaise),. En mai 2017, il n'est pas conservé et quitte le club.
Il retourne ensuite en Nouvelle-Zélande, et joue au niveau amateur avec le club des Marist Brothers Old Boys dans le championnat de la région d'Auckland.

### En équipe nationale
Samisoni Fisilau obtient sa première cape internationale avec l'équipe des Tonga le 12 juin 2010 à l'occasion d'un match contre l'équipe des Samoa à Apia,.
Il est sélectionné pour disputer la Coupe du monde 2011 en Nouvelle-Zélande. Il dispute deux matchs contre la Nouvelle-Zélande et le Japon.
Il fait partie du groupe tongien sélectionné pour participer à la Coupe du monde 2015 en Angleterre. Il dispute trois matchs contre la Namibie, l'Argentine et la Nouvelle-Zélande.
En 2019, il est retenu dans le groupe tongien pour disputer la Coupe du monde au Japon. Il ne dispute cependant aucune rencontre.

## Palmarès
Néant

## Statistiques internationales
- 19 sélections avec les Tonga entre 2010 et 2019[3].
- 2 points (1 transformation).
- Sélections par année : 3 en 2010, 6 en 2011, 1 en 2012, 3 en 2013, 2 en 2014, 3 en 2015 et 1 en 2019.

- Participations à la Coupe du monde en 2011 (2 matchs), 2015 (3 matchs) et 2019 (0 match).